# Bahnhof Hameln
Der Bahnhof Hameln ist ein Keilbahnhof in der gleichnamigen niedersächsischen Mittelstadt Hameln. Er befindet sich an den Strecken Hannover–Altenbeken und Elze–Löhne. Bis 1980 war der Bahnhof Endpunkt der Begatalbahn Bielefeld–Lage–Hameln.

## Geschichte

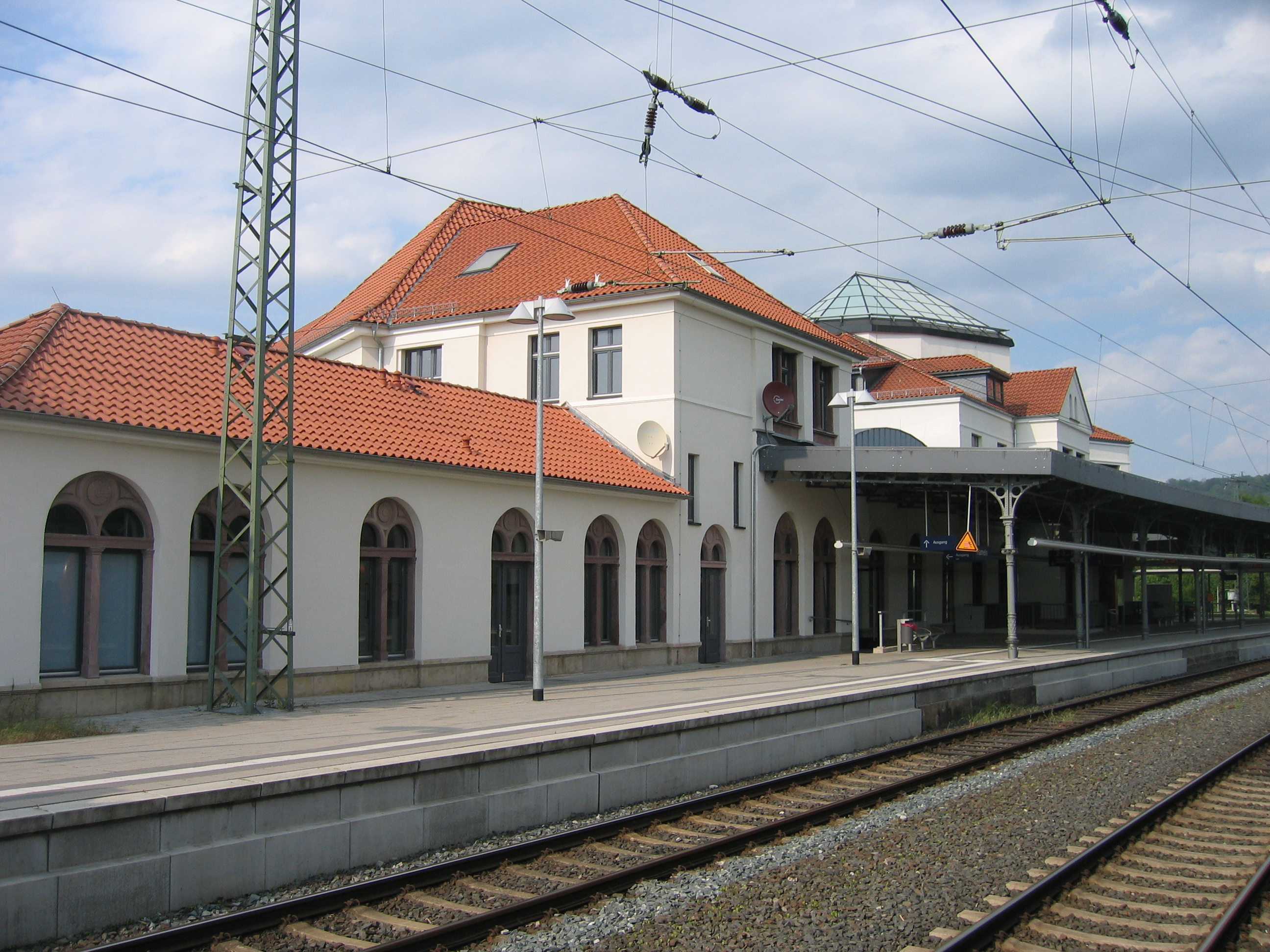
Bahnsteig an Gleis 1

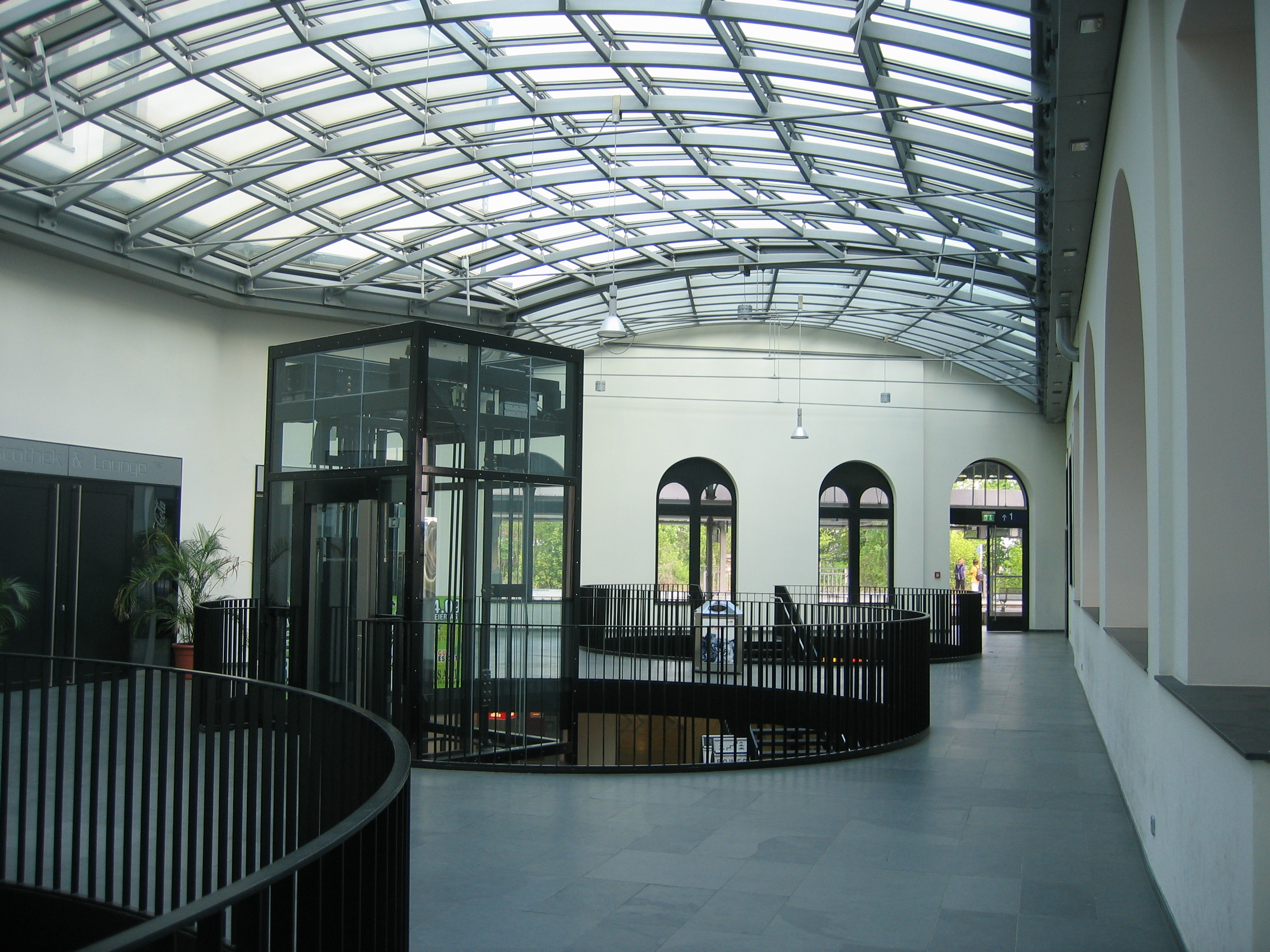
Halle im Obergeschoss des Empfangsgebäudes

Der Bahnhof Hameln wurde von der Hannover-Altenbekener Eisenbahn (HAE) an deren neu errichteten und am 13. April 1872 eröffneten Bahnstrecke im Osten der Stadt angelegt und mit einem keilförmigen Empfangsgebäude versehen, das am 30. Dezember 1872 eingeweiht wurde. Am 30. Juni 1875 wurde auch die ebenfalls von der HAE erbaute Bahnstrecke Löhne–Elze eröffnet, und Hameln war nun Kreuzungsbahnhof. Östlich des Empfangsgebäudes erstreckten sich umfangreiche Gleisanlagen.
An jeder der beiden Strecken gab es einen Hausbahnsteig und je einen Zwischenbahnsteig, der ab 1902 beziehungsweise 1906 jeweils durch einen Tunnel mit dem Empfangsgebäude verbunden war. Am 31. Oktober 1897 kam noch die Bahnstrecke nach Lage hinzu, die auf der südlichen Altenbekener Seite in den Bahnhof eingeführt wurde. Güterschuppen und Freiladegleise lagen nördlich der Gleisanlagen. Immer wieder mussten die Gleisanlagen dem gestiegenen Verkehr angepasst werden.
Im März 1921 brannte das Empfangsgebäude fast vollständig aus und wurde bis November 1925 etwas vergrößert wieder aufgebaut. Dabei wurde die Empfangshalle, die ursprünglich auf Gleisniveau lag, nun auf Straßenniveau gelegt, so dass die große Freitreppe entfallen konnte. 1934 wurde der Bahnhof wenigstens kurzzeitig zum Hauptbahnhof erhoben. Im März und April 1945 entstanden am Bahnhof große Schäden bei den Luftangriffen auf Hameln.
Im Mai 1971 wurde die Strecke Hannover–Altenbeken elektrifiziert, am 27. September 1980 die Strecke nach Lage im Personenverkehr stillgelegt und bis 1985 schließlich abgebaut. Zeitweilig endeten auch die Personenzüge aus der Strecke Vorwohle–Bodenwerder–Emmerthal in Hameln.
Das Empfangsgebäude wurde 2001 von den Stadtwerken Hameln erworben und von 2002 bis 2006 von diesen renoviert. Gleichzeitig wurden auch die weiterhin im Besitz der DB AG befindlichen Verkehrsanlagen erneuert.
Dem Bahnhof angegliedert war ein großes Bahnbetriebswerk südlich der Gleisanlagen mit zwei Ringlokschuppen. Während ein Schuppen zwischen 1974 und 1977 abgerissen wurde, ist der andere auch heute noch (2015) vorhanden. Östlich des Bahnhofsgeländes an der Strecke Richtung Hannover erstreckt sich ein umfangreiches Bahngelände mit dem Güterbahnhof, das heute noch teilweise als solches genutzt wird, der nördliche Teil ist jedoch seit den frühen 1990er Jahren durch den Finanzdienstleister BHW mit seiner Hauptverwaltung überbaut worden.

## Bedienung
Über die S-Bahn-Linie S 5 der S-Bahn Hannover besteht seit 2000 ein halbstündlicher Anschluss in die niedersächsische Landeshauptstadt sowie seit 2002 eine stündliche Verbindung nach Paderborn. Über die Strecke Elze–Löhne besteht weiterhin eine stündliche Verbindung nach Hildesheim und Herford durch die Weser-Bahn (RB 77).
Die Station verfügt über sechs Bahnsteiggleise, je drei auf der Altenbekener (Gleise 1–3) und der Löhner (Gleise 5–7) Seite. Das Empfangsgebäude verfügt über einen Kiosk, eine Bäckerei und ein Reisezentrum der Verkehrsgesellschaft Hameln-Pyrmont, wo auch Fahrkarten für den Nah- und Fernverkehr verkauft werden.
Auf dem Bahnhofsvorplatz befindet sich der Busbahnhof Hameln Bahnhof, welcher zugleich zentraler Knotenpunkt aller Stadt- und Regionalbusse im Bereich Hameln-Pyrmont ist.
| Linie | Verlauf | Taktfrequenz                                                                                                | Betreiber         |
| ----- | --- | --- | ----------------- |
| RB 77 | Weser-Bahn: Herford – Löhne (Westf) – Bad Oeynhausen Süd – Vlotho – Rinteln – Hessisch Oldendorf – Hameln – Coppenbrügge – Marienau (Coppenbrügge) – Osterwald – Elze (Han) – Nordstemmen – Emmerke – Hildesheim Hbf In Hildesheim Durchbindung einiger Züge als RB 79 bis Bodenburg Stand: Fahrplanwechsel Dezember 2023 | 60 min | Start Deutschland |
| S 5   | Paderborn Hbf – Altenbeken – Steinheim (Westf) – Schieder – Lügde – Bad Pyrmont – Emmerthal – Hameln – Bad Münder (Deister) – Springe – Völksen/Eldagsen – Bennigsen – Holtensen/Linderte – Weetzen – Hannover-Linden/Fischerhof – Hannover Bismarckstraße – Hannover Hbf – Hannover-Nordstadt – Hannover-Ledeburg – Hannover-Vinnhorst – Langenhagen Mitte – Langenhagen Pferdemarkt – Hannover Flughafen Stand: Fahrplanwechsel Juni 2022 | 60 min 30/60 min (Bad Pyrmont–Hameln) 30 min (Hameln–Hannover Hbf werktags) 30 min (Hannover Hbf–Flughafen) | Transdev Hannover |
| S 51  | Expresslinie: Hameln – Springe – Hannover-Linden/Fischerhof – Hannover Bismarckstraße – Hannover Hbf – Seelze Stand: Fahrplanwechsel Juni 2022 | 60 min (nur HVZ)                                                                                            | Transdev Hannover |